# Cephalanthera falcata
Cephalanthera falcata är en orkidéart som först beskrevs av Carl Peter Thunberg, och fick sitt nu gällande namn av Carl Ludwig von Blume. Cephalanthera falcata ingår i släktet skogsliljor, och familjen orkidéer. Inga underarter finns listade i Catalogue of Life.

## Bildgalleri

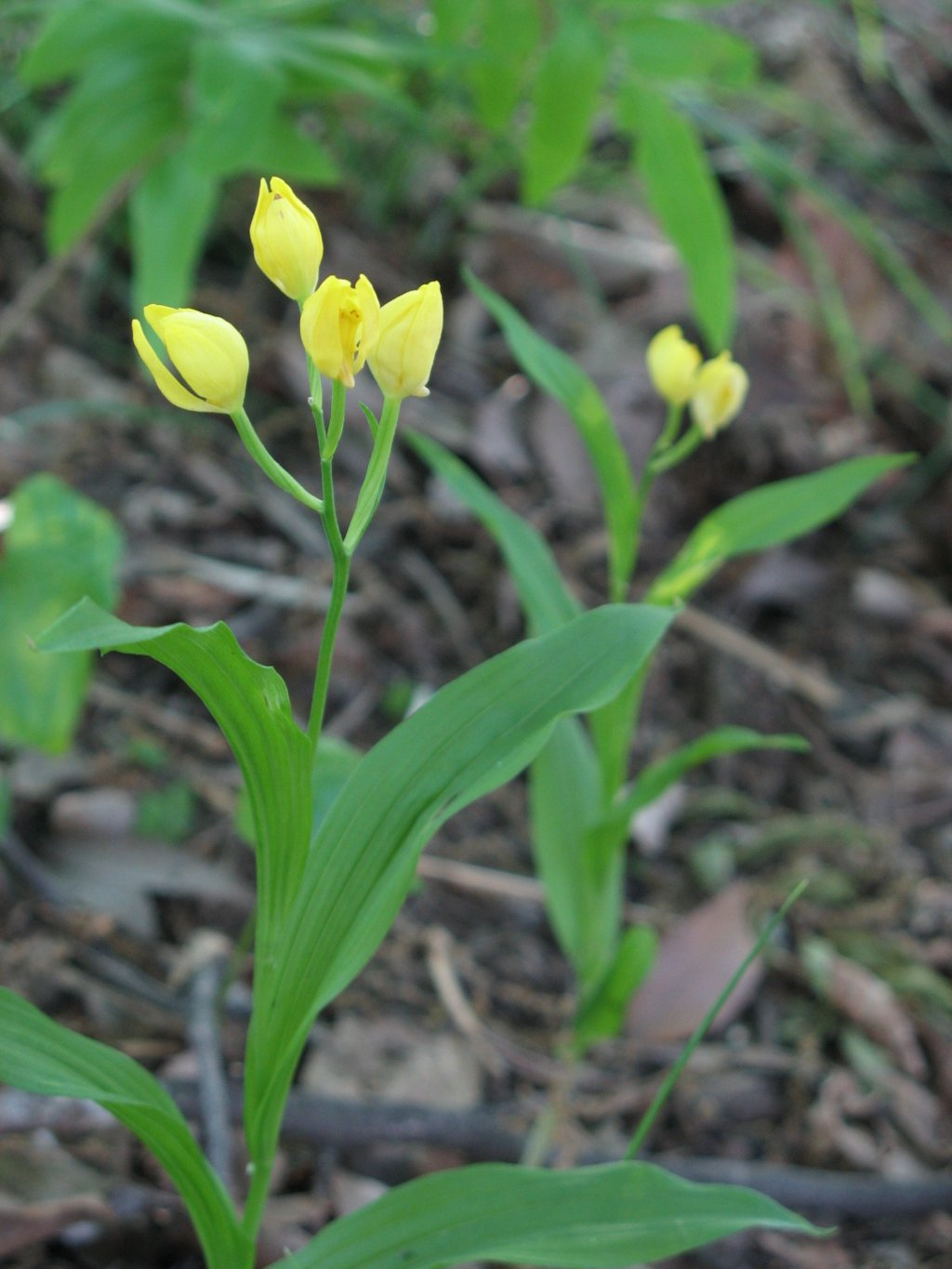
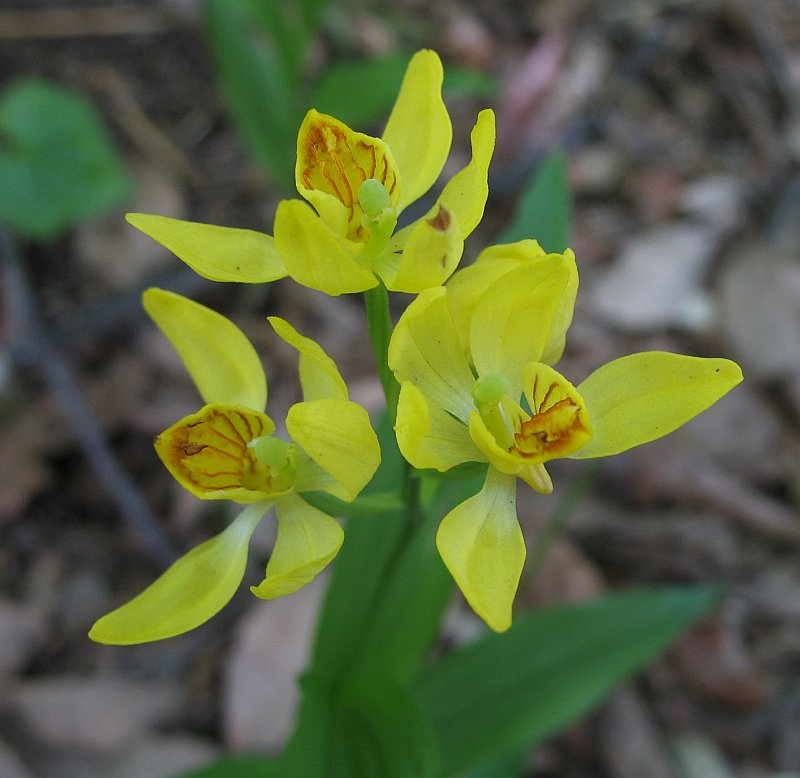
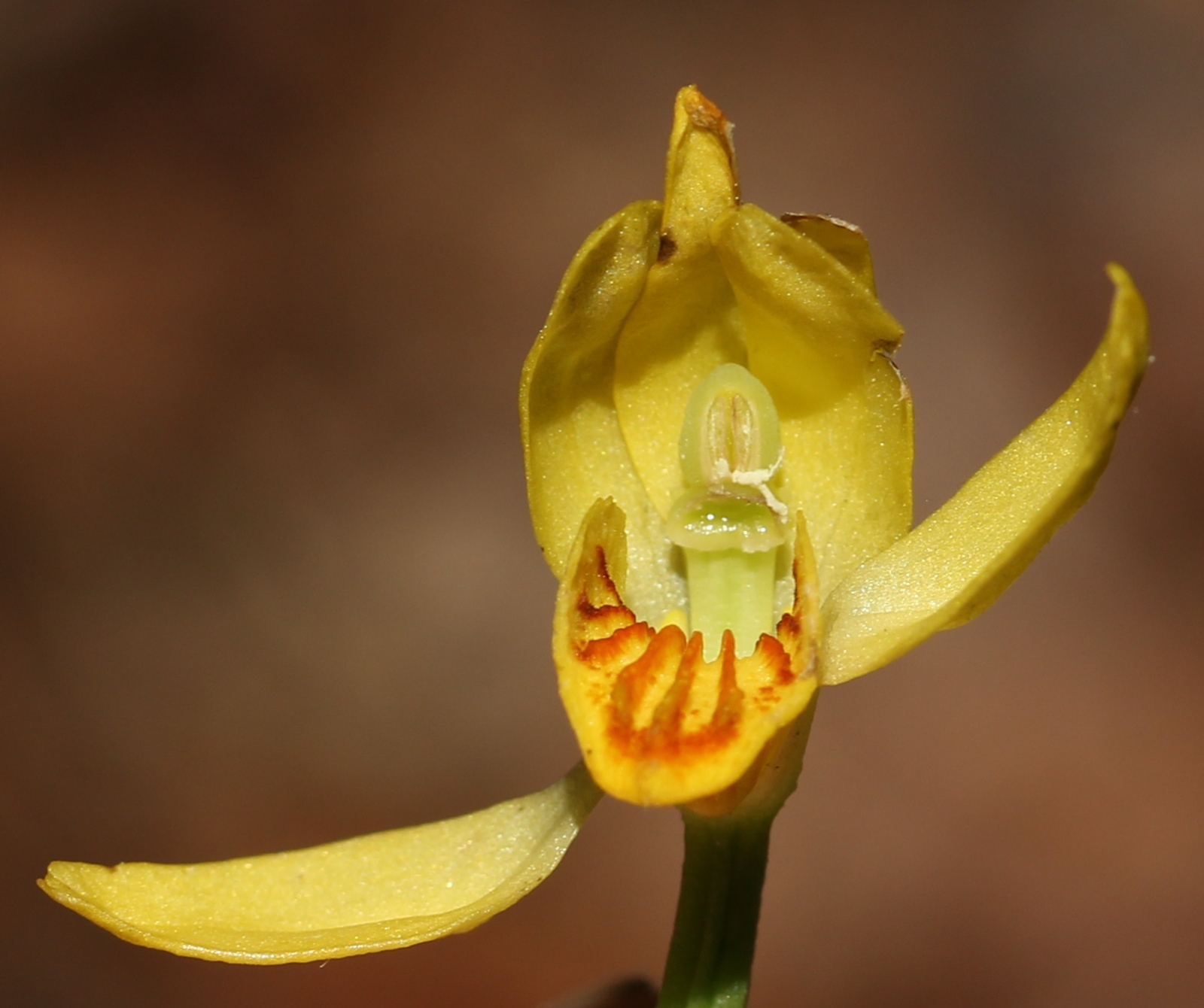
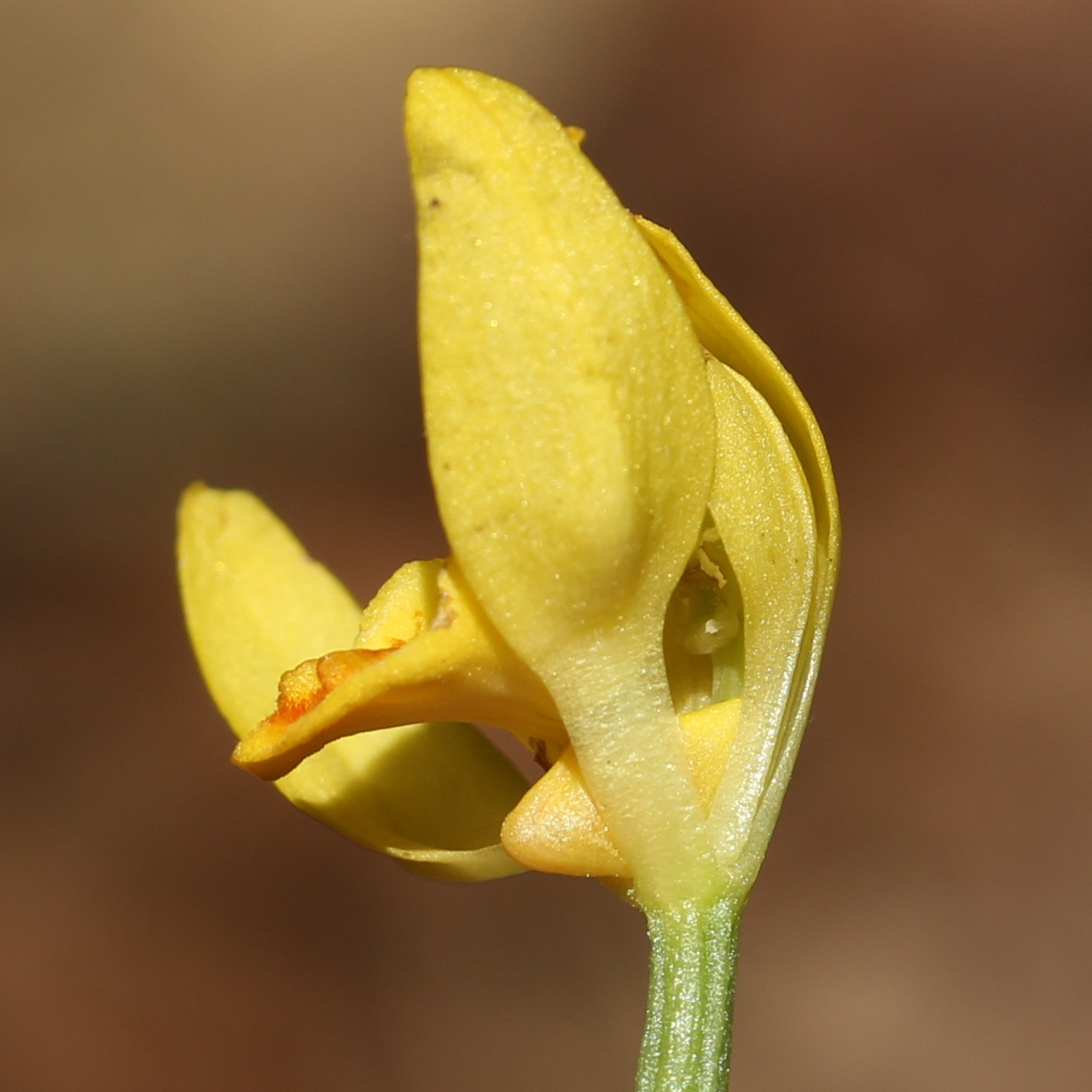
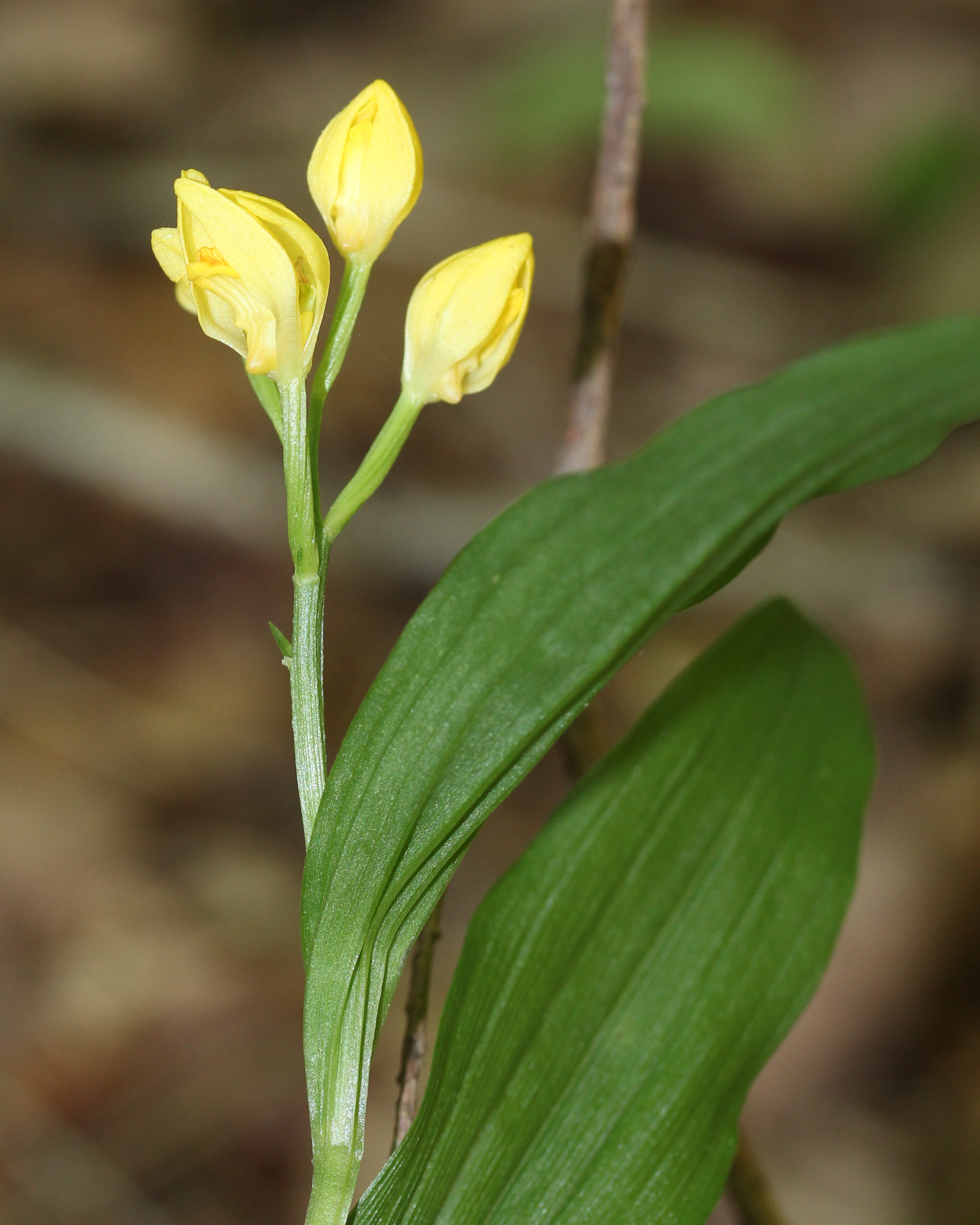
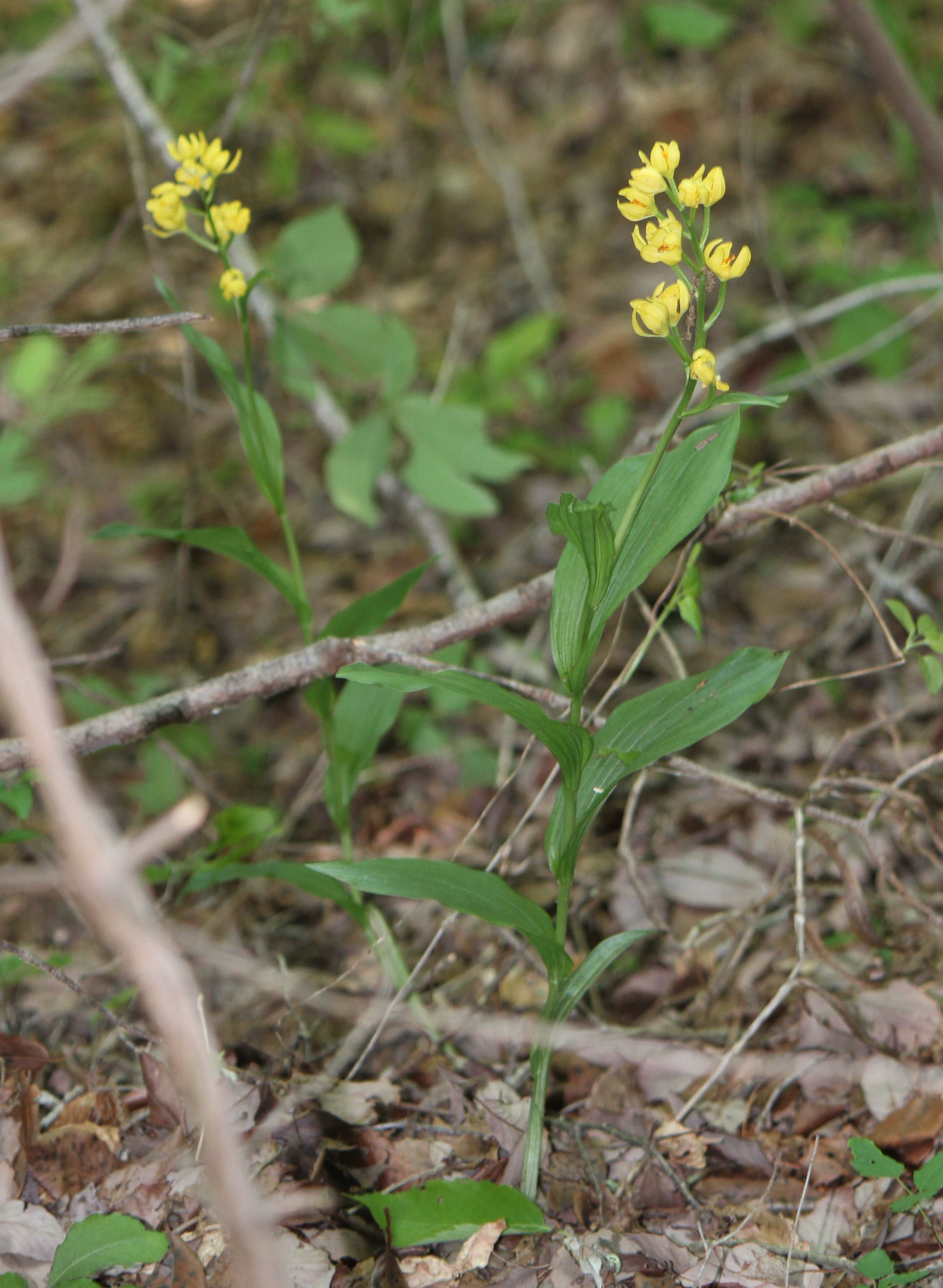